# Lena Lennerhed
Lena Lennerhed, född 1 september 1954, är en svensk professor i idéhistoria vid Södertörns Högskola.

## Biografi
Lennerhed disputerade 1994 på avhandlingen Frihet att njuta som behandlar 1960-talets svenska sexliberalism. Hennes forskning handlar till stor del om olika aspekter av sexualitet och reproduktion.
Hon har analyserat sexuella reformer och RFSU:s historia under 1930- och 1940-talet i boken Sex i folkhemmet. Boken lyfter fram hur RFSU och dess grundare Elise Ottesen-Jensen verkade för idéer som sexualundervisning i skolorna, avkriminalisering av homosexuella kontakter och inrättande av rådfrågningsbyråer, men också hur detta delvis gick hand i hand med ett intresse för rashygien, där preventivmedel, aborter och steriliseringar skulle motverka att dåliga anlag spreds.
År 2008 gav hon ut Historier om ett brott. Illegala aborter i Sverige på 1900-talet, som innehåller faktisk aborthistoria med utförlig notapparat, men också vissa inslag av fiktion, samt ett kapitel om aborten i litteratur och på film. SvD:s recensent anger bokens största förtjänst som informationsskrift i ett fortfarande laddat ämne.
År 2017 gav hon ut Kvinnotrubbel. Legal abort i Sverige 1938–1974. Boken beskriver hur abort 1939 blev laglig om det fanns medicinska, humanitära eller eugeniska (dåliga arvsanlag) skäl, och att inledningsvis de eugeniska aborterna var vanliga och ofta villkorade med sterilisering. När aborterna ökade mot slutet av 1940-talet blev "svaghet" ett vanligare skäl med en förnedrande psykiatrisering av den abortsökande kvinnan. 1960-talet medförde ett nytt kvinnoideal och en ny sexualmoral och krav på fri abort framförs av kommunister, liberaler och socialdemokrater. Lennerhed för även ett resonemang om klassfrågans betydelse, då det uppenbart var lättare för medelklassens kvinnor att skaffa fram de nödvändiga läkarintygen.
År 2016 fick Lennerhed tillsammans med Jens Rydström forskningsbidrag från Vetenskapsrådet för ett projekt med titeln "När staten inte räcker till: Aids och det civila samhället i Sverige 1982–2000". Projektet handlar om hur civilsamhället reagerade vid uppkomsten av den skrämmande AIDS-epidemin, hur etablerade föreningar som till exempel RFSL och RFSU förändrade sin verksamhet, och hur nya föreningar som Noaks Ark och PositHiva gruppen fungerade.
Lennerhed var förbundsordförande för RFSU mellan 2005 och 2011.